# أحمد المحلمي
أحمد المحلمي هو لاعب كرة مضرب مصري يلعب باليد اليمنى بدأ مسيرته كمحترف عام 1984.